# Leptopelis barbouri
Leptopelis barbouri är en groddjursart som beskrevs av Ahl 1929. Leptopelis barbouri ingår i släktet Leptopelis och familjen Arthroleptidae. IUCN kategoriserar arten globalt som sårbar. Inga underarter finns listade i Catalogue of Life.